# Charles François de Mondion
Charles François de Mondion, francoski vojaški inženir, * 1681, † 1733.
Najbolj je znan po svojem delu, povezanem z vojaško infrastrukturo na Malti; prenovil je srednjeveško mesto Mdina, zgradil Manoelovo utrdbo in deloval v Floriani.